# جوزيف سيزاي
جوزيف سيزاي (بالسويدية: Joseph Ceesay)‏ هو لاعب كرة قدم سويدي في مركز الوسط، ولد في 3 يونيو 1998 في ستوكهولم في السويد. لعب مع نادي هلسينغبورغ.

## وصلات خارجية
- جوزيف سيزاي على موقع اتحاد السويد (السويدية)
- جوزيف سيزاي على موقع قاعدة بيانات كرة القدم.إي يو (الإنجليزية)
- جوزيف سيزاي على موقع Soccerway.com (الإنجليزية)